# Enrico Feroci
Enrico Feroci (ur. 27 sierpnia 1940 w Pizzoli) – włoski duchowny rzymskokatolicki, arcybiskup, proboszcz parafii Matki Bożej Miłości w Rzymie od 2019, kardynał diakon od 2020.

## Życiorys
Urodził się 27 sierpnia 1940 w Pizzoli. Kształcił się w Niższym Pontyfikalnym Seminarium Duchownym, a następnie, po ukończeniu liceum, w Wyższym Pontyfikalnym Seminarium Duchownym. Na prezbitera został wyświęcony 13 marca 1965.
W latach 1965–1966 pracował jako asystent w Niższym Pontyfikalnym Seminarium Duchownym, a w latach 1966–1968 jako asystent w Wyższym Pontyfikalnym Seminarium Duchownym, po czym powrócił do Niższego Pontyfikalnego Seminarium Duchownego, gdzie w latach 1968–1976 pełnił funkcję wicerektora. Następnie rozpoczął pracę w parafii przy kościele św. Frumencjusza. W latach 1976–1980 pełnił w nim funkcję wikariusza, a w latach 1980–2004 – proboszcza. Przez lata był prefektem dziewiątej prefektury diecezji rzymskiej, a także członkiem rady prefektów, rady kapłańskiej, rady ds. ekonomicznych i kolegium konsultorów diecezji. Brał czynny udział w trakcie synodu diecezji rzymskiej w latach 1987–1992 i misji miejskiej, która poprzedziła rok jubileuszowy w 2000. 13 października 1995 papież Jan Paweł II obdarzył go godnością kapelana Jego Świątobliwości.
W latach 2004–2009 sprawował urząd proboszcza parafii przy kościele św. Hipolita. W 2009 kardynał Agostino Vallini, wikariusz generalny Rzymu, przeniósł go na stanowisko dyrektora diecezjalnego Caritas. Jednocześnie został prezydentem fundacji Caritas Roma, a także konsultorem Papieskiej Rady ds. Duszpasterstwa Migrantów i Podróżujących. 10 listopada 2017 został mianowany prezydentem Publicznego Zgromadzenia Duchownego Oblatów Matki Bożej Miłości.
1 września 2018 został przeniesiony na urząd rektora sanktuarium Matki Bożej Miłości w Rzymie. Otrzymał również godność kanonika i kamerlinga bazyliki św. Jana na Lateranie. 1 września 2019 został proboszczem parafii Matki Bożej Miłości w Rzymie.
25 października 2020 podczas modlitwy Anioł Pański papież Franciszek ogłosił, że mianował go kardynałem. 30 października 2020 został mianowany arcybiskupem tytularnym Cures Sabinorum. Święcenia biskupie otrzymał 15 listopada 2020 w sanktuarium Matki Bożej Miłości w Rzymie. Udzielił mu ich kardynał Angelo De Donatis, wikariusz generalny Rzymu, w asyście arcybiskupa Claudia Marii Cellego, emerytowanego przewodniczącego Papieskiej Rady ds. Środków Społecznego Przekazu, oraz Vincenza Apicelli, biskupa diecezjalnego Velletri-Segni. Jako zawołanie biskupie przyjął słowa „Domino necessarius est” (Pan go potrzebuje), pochodzące z Ewangelii według św. Marka. Na konsystorzu 28 listopada 2020 został kreowany kardynałem diakonem, z tytułem Matki Bożej Miłości w Castel di Leva, kościoła parafii, której jest proboszczem. Z racji ukończenia 80. roku życia przed kreacją, nie posiada uprawnień elektorskich.